# Shariputra
Shariputra (sânscrito: शारिपुत्र), páli: Sariputta,   japonês: Sharihotsu) tornou-se um Arhat renomado por sua sabedoria e é mostrado na tradição Theravada como um dos mais importantes discípulos do Buda.

## Biografia
Shariputra veio de uma família de brâmanes e já tinha entrado numa vida de asceticismo quando se deparou com os ensinamentos do Buda. Shariputra possuía um amigo próximo, Mahamaudgalyayana (páli: Mahāmoggallāna), um outro asceta errante (Shramana). Ambos renunciaram ao mundo no mesmo dia e tornaram-se discípulos do asceta Sanjaya Belatthiputta, antes de se converterem ao Budismo.
Após ouvirem os ensinamentos do Buda, através de um monge chamado Assaji (sânscrito: Asvajit), Shariputra e Maudgalyayana procuraram-no e aderiram aos seus seguidores. Além disso, convenceram os restantes 250 discípulos de Sanjaya a ingressarem na Ordem Budista. Eles são freqüentemente mostrados junto ao Buda e vários sutras relatam discussões entre Shariputra e Mahamaudgalyayana (que se tornou famoso entre os budistas antigos por seus poderes sobrenaturais).

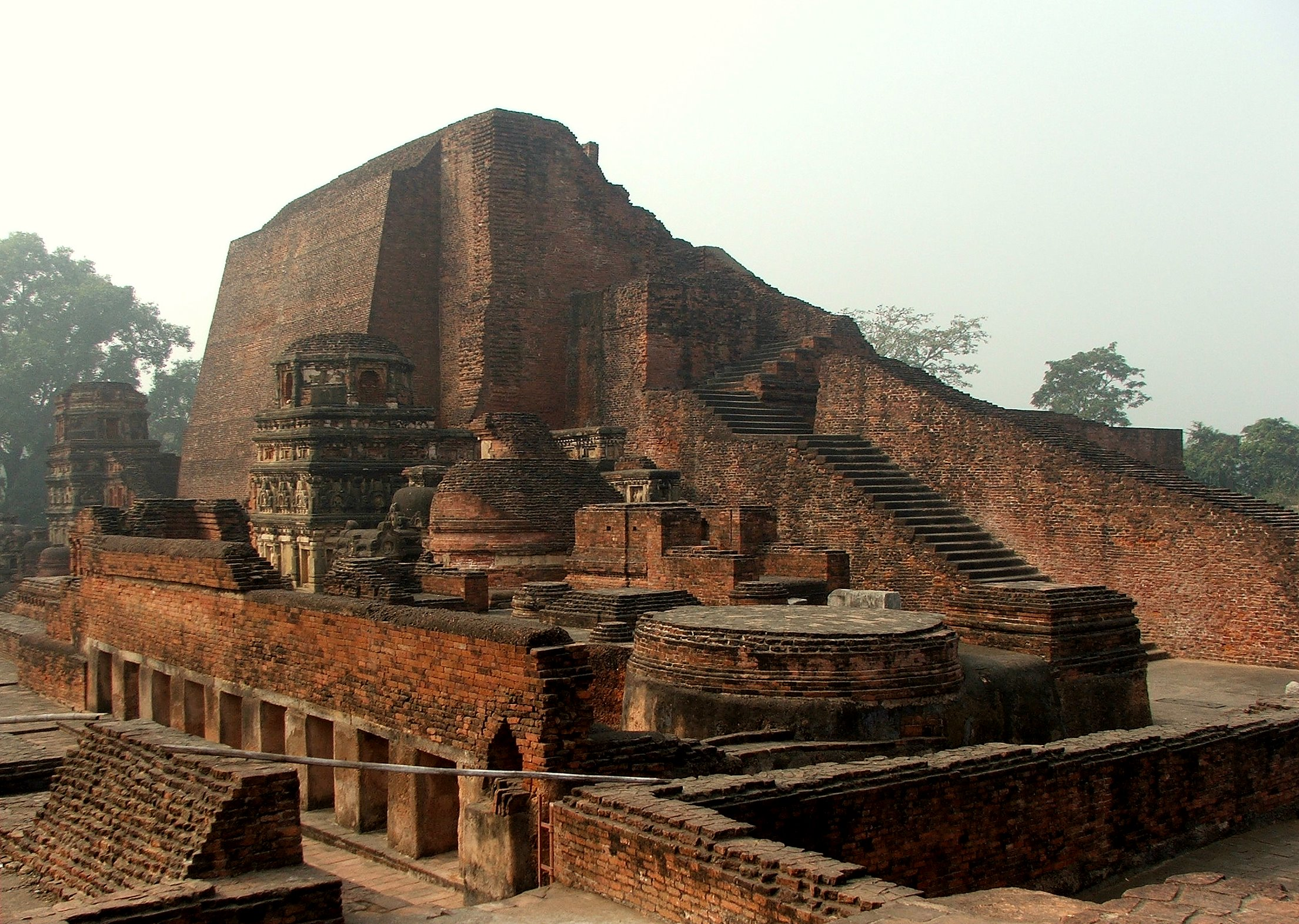
A stupa de Shariputra em Nalanda - onde nasceu e morreu.

Quando Devadatta provocou um cisma dentro da Ordem Budista, levando consigo uns 500 monjes, foram Śāriputra e Maudgalyayana que refutaram os argumentos de Devadatta e convenceram os monges cismáticos a regressar para junto do Buda.
Śāriputra em particular era altamente estimado pelo Buda, que o considerava seu sucessor. Todavia, ele acabou falecendo meses antes do seu mestre.
Há algumas diferenças entre a versão teravada e mahayana de sua biografia. Uma delas é sua iluminação, no Sutra do Lótus no capítulo "Similaridades e Parábolas", é predito que ele alcançará a iluminação em uma futura existência e será conhecido como o Buda da Flor Brilhante , enquanto que na tradição teravada é entendido que ele tenha alcançado a iluminação na mesma vida em que conviveu com o Buda.